# Podsadnik pęcherzykowaty
Podsadnik pęcherzykowaty (Splachnum ampullaceum Hedw.) – gatunek mchu należący do rodziny podsadnikowatych (Splachnaceae Grev. & Arn.). Występuje na półkuli północnej. W Polsce powszechny na niżu i rzadki w górach, podlega ochronie częściowej.

## Rozmieszczenie geograficzne
Gatunek o cyrkumborealnym, silnie porozrywanym zasięgu. Na północy zwarty zasięg nieznacznie przekracza koło podbiegunowe. Najdalej na północ wysunięte stanowiska stwierdzono na Półwyspie Kolskim. Najwyżej położone stanowisko tego gatunku odnaleziono na wyspie Celebes na wysokości 2700 m n.p.m. Jest to jednocześnie jedno z nielicznych stanowisk poza Holarktyką. W Polsce jest to najczęściej występujący gatunek z rodziny podsadnikowatych. Występuje powszechnie na niżu, chociaż nie stwierdzano go w Polsce Środkowej. W polskich górach gatunek bardzo rzadki.

## Morfologia
PokrójRośnie w często rozległych, jasnozielonych darniach o różnym stopniu skupienia.
Budowa gametofituŁodyżki mają długość 1–2 cm (czasem więcej) i są u dołu okryte silnie rozgałęzionymi chwytnikami. Listki podłużnie jajowato-lancetowate, o długości 5–6 mm, na szczycie powoli schodzą w długi ostro ząbkowany kończyk. Żebro dochodzi do szczytu listka.
Budowa sporofituSeta o długości 4 cm (i więcej). Szyja gruszkowato rozdęta koloru fioletowopurpurowego. Właściwa puszka ma kształt cylindryczny. Perystom pomarańczowy, jego zęby są skupione po 2. Gatunek masowo wytwarza sporogony.

## Ekologia
Podsadnik pęcherzykowaty to mech koprofilny, rosnący prawie wyłącznie na odchodach ssaków roślinożernych. Tolerancja na wysokie stężenia jonów w podłożu pozwala tym mchom rosnąć w miejscach niedostępnych dla gatunków z pokrewnych rodzajów. Gatunek rośnie często na torfowiskach, mokrych pastwiskach czy wrzosowiskach.

## Ochrona
W latach 2004–2014 r. gatunek znajdował się w Polsce pod ścisłą ochroną gatunkową. Od 2014 r. jest objęty ochroną częściową.